# Cerinomyces curvisporus
Cerinomyces curvisporus är en svampart som beskrevs av N. Maek. & M. Zang 1997. Cerinomyces curvisporus ingår i släktet Cerinomyces och familjen Dacrymycetaceae.   Inga underarter finns listade i Catalogue of Life.